# Matadero Madrid

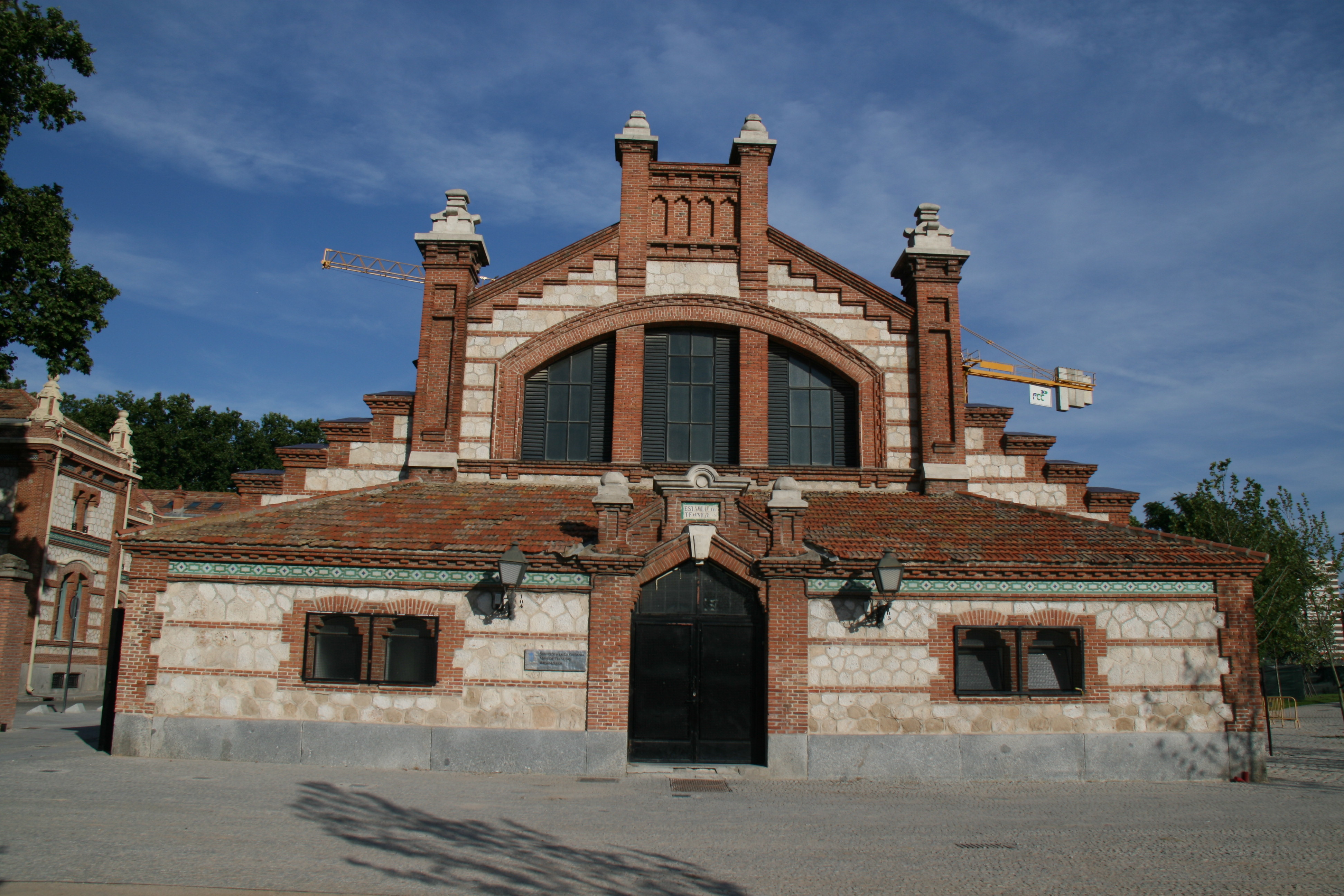
Nave de Terneras: actual casa de serveis a la ciutadania de l'Ajuntament de Madrid

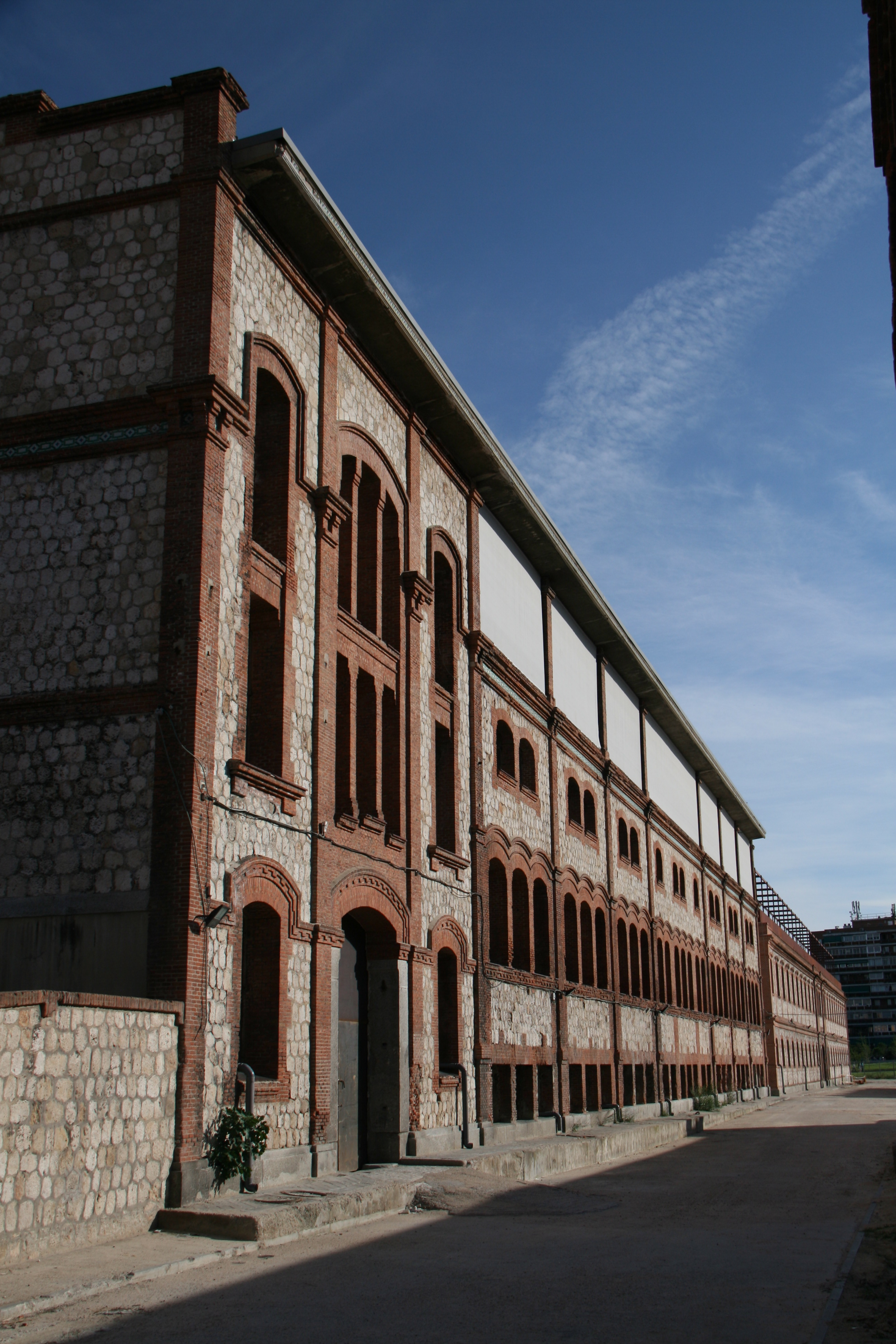
Mondonguería (primer pla) i mercat i escorxador d'ocells (al fons).

El Matadero y Mercado Municipal de Ganados de Madrid, també conegut com a Matadero Municipal de Legazpi o Matadero Municipal de Arganzuela, és un conjunt de quaranta-vuit edificis que unia escorxador industrial i mercat de bestiar de 1924 a 1996.
Va ser construït sobre una parcel·la d'orientació nord-oest-sud-est que formava part de la devesa d'Arganzuela. Inicialment era delimitada pel passeig de la Chopera, el carrer del Vado de Santa Catalina, la canalització del riu Manzanares (sobre la qual posteriorment s'assentaria l'M-30), i el passeig de Santa María de la Cabeza, al districte d'Arganzuela de Madrid. El terreny tenia dotze hectàrees de superfície edificada amb diverses naus i edificis d'arquitectura neomudèjar típics de l'arquitectura industrial de la transició de segle xix al xx. Es va construir al començament del segle xx en una àrea llavors despoblada de Madrid com a resposta a les necessitats de la creixent població de la ciutat i com a substitució de la vella casa-escorxador de Puerta de Toledo. L'ajuntament de Madrid va donar l'encàrrec a l'arquitecte municipal Luis Bellido y González. De les obres, que es va allargar entre 1910 i 1925, es va encarregar l'enginyer José Eugenio Ribera. El mateix Bellido, juntament amb Francisco Javier Ferrero Llusiá, va ser el responsable, entre 1932 i 1933, de la construcció d'un edifici addicional amb funcions d'escorxador d'ocells i gallines.
Les instal·lacions de l'escorxador i mercat de bestiar van ser estrenades gradualment entre 1924 i 1925 i van romandre en ús fins al tancament de l'escorxador el 1996. Dissenyat des de l'inici com un «projecte obert», amb espais deixats explícitament lliures per a permetre futures expansions, no va sofrir canvis significatius durant el període de funcionament, si bé es va beneficiar de la construcció de nous edificis (com la nau de sacrifici d'ocells), i va experimentar el canvi d'ús de diverses instal·lacions. El conjunt va sofrir una primera mutilació amb l'obertura de l'M-30, ja que la cantonada nord-oest va ser ocupada pels accessos des de la nova autopista de circumval·lació al pont de Praga. A principi de la dècada de 1980, es va decidir concentrar les funcions del conjunt en la zona sud del complex. Es va remodelar i canvia l'ús de diverses de les dependències que van quedar lliures en la zona nord: el pavelló de direcció (conegut com a Casa del Reloj), transformat en seu de la Junta Municipal del districte d'Arganzuela); els antics estables de boví, en els quals es va instal·lar la seu permanent de la Companyia Nacional de Dansa (CND) i el Ballet Nacional d'Espanya; o l'antic estable de bestiar (posteriorment nau de patates), que es va convertir en un conjunt d'hivernacles que reprodueixen el clima de zones tropicals i subtropicals: el Palacio de Cristal de la Arganzuela. L'espai alliberat  va esdevenir el parc del Matadero, que comptava entre d'altres, amb una dalieda i instal·lacions esportives. Després del tancament definitiu de l'escorxador el 1996, les instal·lacions van quedar sense ús fins que el 2003 va començar la transformació en un espai cultural conegut com a Matadero Madrid, que va obrir les portes el 2007. El 1997 es va incloure en el Catàleg d'Edificis Protegits del Pla General d'Ordenació Urbana de Madrid. El soterrament de l'M-30 i la creació del parc Madrid Río també van impactar a l'entorn de les antigues instal·lacions: el pou d'arrencada de l'excavació del by-pass sud de l'M-30 es va fer en el solar del parc del Matadero, amb la qual cosa va desaparèixer la dalieda. Després de la fi de les obres, tot el terreny que havia compost el parc del Matadero es va integrar a Madrid Río.

## Història

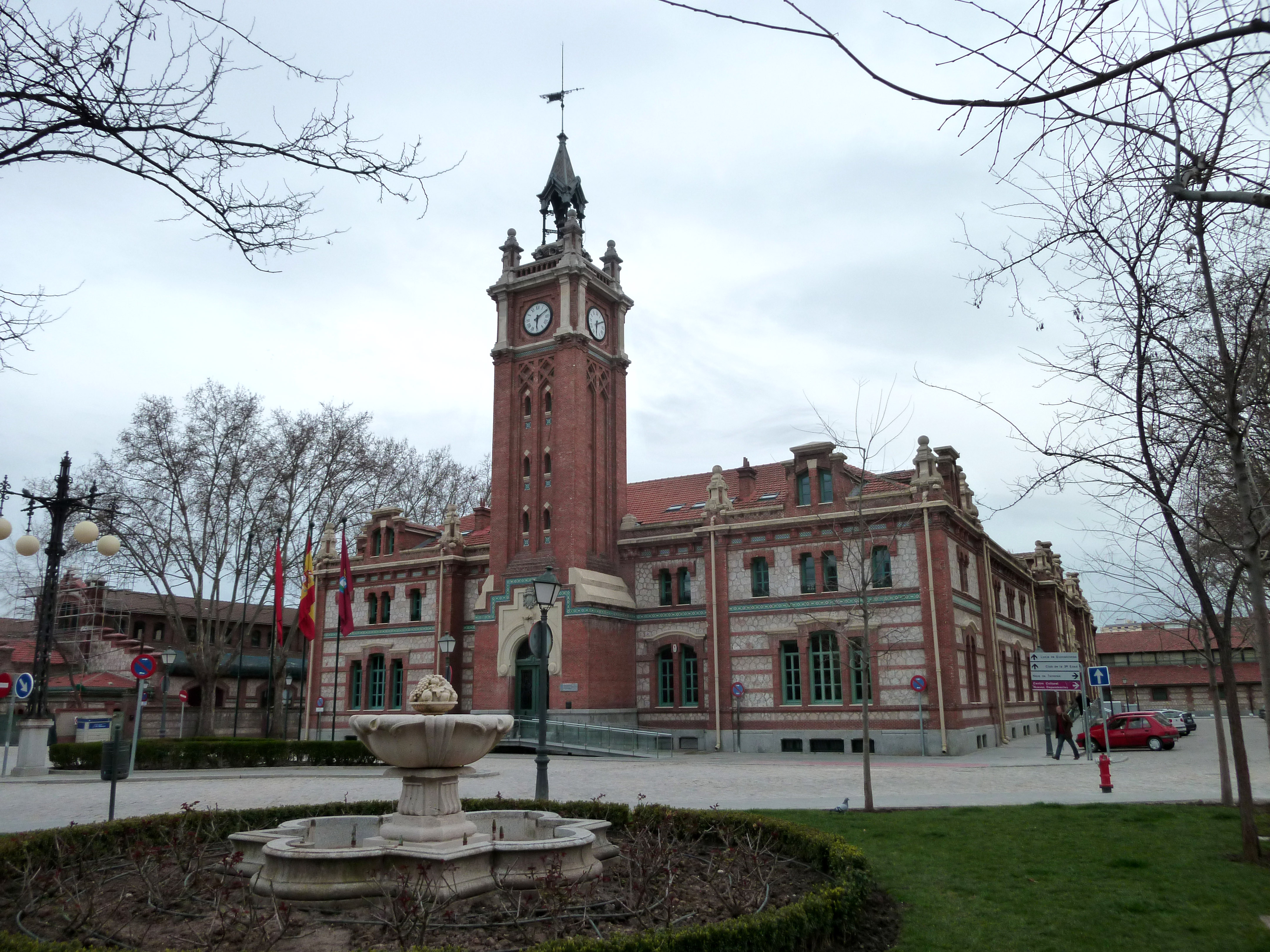
El pavelló de serveis generals era el centre de direcció de l'escorxador i del mercat de bestiar. Després del seu canvi d'ús i transformació en la Junta Municipal del districte d'Arganzuela el 1982 es coneix com a Casa del Reloj.

Els escorxadors eren instal·lacions industrials establertes als límits fronterers de Madrid. Per necessitat de transport de bestiar i farratge havien d'estar prop d'un sistema d'una xarxa viària adequada. A mesura que la ciutat s'expandia, a causa de l'augment de la població, els escorxadors van ser traslladats al llavors extraradi deixant abandonades edificacions a l'interior, que generalment eren derrocades o dedicades a uns altres usos. Aquest és el cas de l'antic Matadero y Mercado Municipal de Ganados, situat al barri de Legazpi (antiga devesa d'Arganzuela), va ser abandonat el 1987 deixant les instal·lacions dedicades a uns altres menesters.
Les normes i conceptes d'higiene en el tractament i processament dels aliments van evolucionar des de l'Edat mitjana. El 1620 el Consell de Castella va regular l'ofici de persones encarregades de supervisar els mercats d'aliments: es tractava dels veedors de mercats. Aquest tipus de professions, així com les relacionades amb les labors de matança, era regulat des d'un àmbit purament municipal a les ciutats castellanes més importants. És per aquesta raó que les operacions d'escorxador i distribució de carn eren des de molt antic en mans del consell (l'ajuntament), que regulava la distribució en les places majors de les ciutats (a excepció de les matances de porcí, la tradicional matança, que se solien fer majoritàriament per particulars). La regulació de les de bestiar de boví requeia majoritàriament en l'àmbit municipal.

### Els antics escorxadors de Madrid
La primera notícia d'un escorxador a Madrid es remunta al regnat dels Reis Catòlics, quan es va reorganitzar el gremi dels carnissers el 1502. A partir del segle xvi es van instal·lar successivament a diversos emplaçaments escorxadors dedicats a l'especejament de caps de bestiar a Madrid. Una de les primeres carnisseries era l'antiga plaça del Arrabal (actual Casa de la Carnicería a la plaça Mayor). Els caps de bestiar adquirits en diverses granges dels voltants de la ciutat solien esperar en les deveses de la Arganzuela i Amaniel el seu torn de matança. La carnisseria de la plaça del Arrabal va ser traspassada per mandat d'Enric IV a la plaça de Sant Ginés al costat de l'Hospital de Santa Cruz.
El segle xvi va començar amb un escorxador de bestiar boví al carrer de Toledo al costat de l'Hospital de San Lorenzo (aquest escorxador va ser restaurat per Antonio Sillero). Al començament del segle xvii es va construir un escorxador al turó de la Ribera de Curtidores, a l'actual plaça de Cascorro. Aquest turó es va denominar del Rastro. El rastro era la denominació del lloc on es mata i escorxa el bestiar destinat a proveïment públic. Alguns dels subproductes de l'escorxador permetien a altres gremis com ara l'adoberia de pells. A poc a poc aquesta zona es va convertir en un mercat de verdures i altres objectes, la qual cosa constituiria l'origen remot del Rastro actual. L'arribada de Felip II a la ciutat i la seva decisió de traslladar-hi la cort va fer créixer la població, i això va empènyer els escorxadors als afores de la ciutat, a les vores de la perifèria. A la plaça de Santa Bárbara es va instal·lar durant el regnat de Carles III un escorxador i salador de carn de porc. Aquest escorxador va ser abandonat posteriorment i es va convertir, ja a mitjan segle xix, en una institució penitenciària popularment coneguda com El Saladero. Al segle xviii la matança de porcs no era regulada pel municipi i es trobaven nombrosos escorxadors al llarg de la ciutat. Per contra, la matança de boví i de bestiar de llana es trobava més centralitzada en els escorxadors municipals.
El creixent volum diari d'entrada de bestiar per la Puerta de Toledo, així com el creixement del radi urbà va fer que es considerés la zona pròxima a aquesta porta com la més adequada per a un nou escorxador. La casa-escorxador es va instal·lar parcialment en l'edifici de l'Hospital de San Lorenzo. En l'adaptació de l'edifici va participar l'arquitecte Lorenzo Domingo Juan. Es tractava d'una construcció senzilla que va subir constants reparacions. A més, ja en el segle xix, es va prohibir l'accés d'animals al recinte de la ciutat tret que es fes per la Puerta de Toledo. Això va fer que aquest carrer fos el més ramader, contínuament ple de caps de bestiari. No obstant això, el creixement de la població va fer que la casa-escorxador no tenia prou capacitat per a satisfer la demanda de les carnisseries madrilenyes. Encara el 1841 l'arquitecte municipal Juan José Sánchez Pescador va dissenyar plans per a rehabilitar, modernitzar i ampliar la casa-escorxador, que ara es trobaven al mig d'una zona urbanitzada. Alguns autors, com Nicolás Malo, es van fer ressò de la situació i van denunciar públicament l'estat de la casa-escorxador. Altres crítics van ser el propi comissari de l'escorxador, José María de Alós. Es va començar a pensar a traslladar la casa-escorxador de la Puerta de Toledo cap al nou mercat de bestiar en la devesa de la Arganzuela, per la qual cosa l'escorxador hauria de construir-se a prop. El mercat de bestiar es trobava des de 1869 més enllà de la Puerta de Toledo, en un terraplè relativament pròxim. Era a la fi de segle xix una necessitat de l'ajuntament la de millorar la situació.

### Selecció de la ubicació: la devesa d'Arganzuela
El 9 de gener de 1899 l'ajuntament de Madrid va convocar un concurs d'arquitectura per a un nou mercat de bestiar i paradors a la devesa de la Arganzuela. Es van presentar tres projectes: el dels arquitectes Manuel Busto i José Espelius; el segon d'Andrés de Lorenzo i Enrique Martí Perla (responsable de la construcció de la Colonia de los Carteros); i un tercer de Joaquín Saldaña. El guanyador va ser Saldaña, que va presentar un projecte de composició simètrica de pavellons entorn d'un edifici d'administració. S'havia inspirat de les instal·lacions de París i Londres. El consistori va aprovar el projecte el 13 de juliol però la falta de pressupost i disputes diverses van crear mant problema. El projecte va quedar en suspens i Saldaña va recórrer en diverses ocasions davant els tribunals. A la fi del segle xix els dos establiments per al proveïment de carns de la ciutat, l'escorxador del Rastro i la casa-escorxador de la Puerta de Toledo, ja no bastaven per a la població madrilenya. És molt possible que es comencés a considerar la concentració de totes dues instal·lacions, i que fos a més a la devesa de la Arganzuela. Es va sol·licitar informació sobre el disseny de l'escorxador de Saragossa, dissenyat per Ricardo Magdalena l'any 1878. L'objectiu era saber l'abast de l'obra, en el cas de dissenyar un escorxador al costat del proposat mercat de bestiar.
Malgrat tot això, el Ministeri de la Governació va redactar una reial orde el 17 d'abril de 1902 indicant que la construcció d'un nou escorxador era «un dels remeis més urgents i de resultat més immediat». En aquesta època l'ajuntament de Vallecas, llavors municipi independent, va projectar l'aixecament d'un escorxador situat al barri de Nueva Numancia. La petició de començament d'obres va ser denegada. El 6 d'abril de 1905 un reial decret va permetre als ajuntaments de més de 10.000 habitants fer-se responsables de les ampliacions i modificacions dels escorxadors. Aquesta llei també permetia la contractació del disseny arquitectònic dels escorxadors sense requerir un concurs públic. Finalment, l'arquitecte municipal Luis Bellido va rebre l'any 1907 el polèmic encàrrec de fer un estudie sobre un nou escorxador i mercat de bestiar municipal. Va deixar sense efecte el concurs públic de 1899 que Joaquín Saldaña havia guanyat, immers en recursos judicials contra l'Ajuntament. Aquest encàrrec,  va obrir pas a el que serà l'obra mestra de Luis Bellido i del futur Pla General de Mercats de Madrid (1927-1935).
Entre la proposta guanyadora de Saldaña mitjançant concurs i la designació municipal de Bellido van passar vuit anys. En aquest temps es van perfilar les vies d'accés de bestiar, es van traçar vies de ferrocarril i es van estudiar serveis sanitaris i d'inspecció. L'estiu de 1907 Luis Bellido va rebre un pressupost municipal per a fer un viatge exploratori a diverses capitals europees per a comparar i inspirar-se d'experiències d'enjondre. Es va rebutjar la visita als Estats Units, per posseir un règim peculiar de difícil aplicació a l'espanyol. Per part seva, encara que tots els països de l'àmbit mediterrani posseïen estructures d'escorxador seguint el model francès, va ser el model alemany el que finalment va inspirar Bellido. Bellido va visitar instal·lacions de Berlín, Colònia, Breslau, Offenbach i Leipzig. En totes, mercat i escorxador constituïen dues parts adjacents. Hi havia naus de degollament especialitzades per a cada categoria d'animal (boví, vedelles, de llana, porcí), naus diàfanes, monorails elèctrics per al transport de carcasses, estacions frigorífiques i àrees sanitàries. Va presentar aquest estudi l'abril de 1910, i va ser publicat com una memòria explicativa de gairebé 150 pàgines sotmesa a revisió vuit anys després. Ja el 12 de maig de 1908 Bellido va presentar una proposta d'esborrany a l'aprovació. Aquesta va ser aprovada el 28 de gener de 1909, donant pas a la formulació definitiva, amb introducció d'algunes modificacions, el 1910.
L'ajuntament considerava, per informes de 1888, que el lloc ideal del nou escorxador i mercat de bestiar hauria de ser en la zona sud de la ciutat, pròxima al riu i els ferrocarrils. Es va triar com a emplaçament la devesa d'Arganzuela, prat al costat del riu que era propietat de l'ajuntament i en el qual pasturava el bestiar abans de ser sacrificat a la casa-escorxador de la Puerta de Toledo. El lloc havia estat criticat per la insalubritat del riu i per la seva baixa cota, la qual cosa dificultava les labors de desguàs del terreny. No obstant això Luis Bellido en la seva memòria va afirmar que aquesta era la posició més adequada per al seu enclavament sempre que es realitzessin obres per a elevar la rasant del terreny. Era costós i es van considerar altres emplaçaments, però com el 1910 el projecte de canalització del Manzanares era en estat avançat, finalment es va optar per la devesa de la Arganzuela. Es va modificar el disseny del clavegueram. Aquest canvi de disseny va abaratir les operacions d'enrasament i finalment va fer que la devesa fos una opció acceptable.

### Construcció del nou escorxador
Després de la proposta de 1910 per Bellido, que ell mateix denominaria «una petita ciutat productiva», l'ajuntament va treure a concurs públic el 9 de setembre següent la construcció de l'escorxador i mercat de bestiar segons el Plec de condicions Facultatives redactat per Bellido. Després del concurs es va adjudicar el projecta al prestigiós enginyer de camins José Eugenio Ribera. La companyia de Ribera es va comprometre per contracte amb l'ajuntament de Madrid signat el març de 1911 a finalitzar l'obra en dos anys i mig. José Eugenio Ribera era un dels pioners en l'ús del formigó armat a Espanya. Era menester del formigó per a poder construir naus diàfanes en les quals es podia fer les operacions dels escorxadors. La col·laboració entre Bellido i Ribera va ser tan productiva que en construccions futures tots dos van continuar la col·laboració. L'obra va començar el 21 de juny de 1911 després de desbrossar el terreny. Les obres van sofrir diverses interrupcions i suspensions a causa de desajustaments pressupostaris a l'ajuntament. Un dels primers problemes que va afectar la construcció va ser la carestia de ferro degut a l'esclat de la Primera Guerra Mundial.
- Sanefes de cota baixa
- Sanefes de cota alta

El 24 de desembre de 1915 l'ajuntament va formar una comissió tècnica per a informar de l'avanç de les obres. Aquesta comissió va ressaltar algunes deficiències en la fonamentació, encara que després de diverses visites i consideracions va acceptar finalment que eren de menor importància. Al desembre de 1916 l'ajuntament va obrir un concurs públic per a les instal·lacions de servei de l'escorxador: les frigorífiques i les de caràcter sanitari. La majoria dels edificis per a les instal·lacions tècniques ja eren acabades el febrer de 1918. Un any després s'adjudicava la instal·lació frigorífica i a l'agost d'aquest any s'adjudicaven les instal·lacions mecàniques a l'empresa parisenca Casa Dyle et Bacalan. La previsió d'obertura de l'escorxador era per a octubre de 1920, però no es va fer. Tampoc l'estimació que es va fer de març de 1922. Al final no va haver-hi una obertura general de les instal·lacions sinó que es va produir gradualment entre octubre de 1924 i juny de 1925, quan es van inaugurar els principals serveis: transport de bestiar mitjançant vies, naus de degollament, mondongueria, mercat de bestiar, tallers i naus frigorífiques. La inauguració oficial va tenir lloc al juliol de 1924 i la de l'escorxador a l'octubre del mateix any.
L'execució general de l'obra va seguir les pautes inicials de Bellido. Va caldre modificar alguns plans de fundacions pel fet que les mesures d'estructura del subsòl realitzades amb les sondatges inicials eren fiables. Algunes naus van sofrir modificacions en el disseny, igual que el dipòsit d'aigua. Se sap dels canvis realitzats per les fotografies que inclou el llibre de Bellido El Nuevo Matadero y Mercado de ganados, publicat el 1918. El projecte va permetre noves incorporacions, com l'escorxador de volateria, projectat també per Bellido el 1926 i realitzat per Francisco Javier Ferrero Llusiá. El pressupost inicial que es va establir el 1910 de prop de nou milions de pessetes, s'havia triplicat el 1925. Es coneix l'estat final de l'escorxador i del mercat per les fotografies aèries que va realitzar l'Exèrcit de l'Aire durant els estudis cartogràfics de 1927.

### Posada en explotació
Després del llarg procés constructiu, que va durar gairebé disset anys, l'inici de les operacions en l'escorxador va coincidir amb el començament de l'aplicació del Pla de Proveïments i Mercats per a Madrid. Aquest pla permetia la construcció d'una xarxa de mercats de proveïments en diferents punts de la ciutat. Des de l'inici es va posar a càrrec de l'escorxador i mercat de bestiar a l'il·lustre veterinari Cesáreo Sanz Egaña, creador i promotor de la inspecció científica de les carns a Espanya, així com investigador de la història de la veterinària. Sanz Egaña va procurar mantenir al mínim la plantilla que operava en el complex. Va indicar en la seva primera memòria, de 1926 que, en el primer any de funcionament la partida de personal consumia una mica més del setanta per cent del pressupost total. Malgrat tot, ja en els primers anys de funcionament l'escorxador va ser objecte de nombroses crítiques per part de la premsa madrilenya. Aquestes crítiques van fer que l'ajuntament prengués cartes en l'assumpte creant una comissió de recerca presidida pel tinent d'alcalde Augusto Barrado, que va emetre un raport el juliol de 1927. Aquest mostrava algunes deficiències. En el terreny econòmic va afirmar que existia una desproporció entre l'increment de despeses i la producció de l'escorxador, sobretot en personal. Feia esment al lliurament excessiu de gratificacions a alguns empleats directius. L'informe també esmentava les instal·lacions de sanejament que funcionen malament al seu judici degut a l'escàs pendent, la qual cosa impediria abocar al riu els residus. També feia notar l'escassetat d'aigua, que impediria la higiene més bàsica. També criticava l'excessiva distància (de quilòmetre i mig) entre la mondonguería i les naus de matança. Finalitzava proposant una sèrie de mesures que, no obstant això, no van ser tingudes en compte per l'ajuntament.
En el període 1927-1930 l'arquitecte Fernando de Escondrillas va construir per als treballadors de l'escorxador l'adjacent Colonia del Pico del Pañuelo (conjunt de cases grogues). El 23 d'abril de 1935 es va inaugurar el Mercado Central de Frutas y Hortalizas a l'altre costat del carrer que accedia al pont d'Andalusia des de la plaça de Legazpi, en l'últim terreny lliure de l'antiga devesa d'Arganzuela (deshabilitant simultàniament el que hi havia en la primera planta del Mercado de la Cebada).
L'escorxador va funcionar gairebé durant sis dècades. Poques modificacions va haver-hi en les instal·lacions, mentre que l'entorn va sofrir un augment incessant de població. Durant la defensa de Madrid el 1936 l'escorxador era molt pròxim a la línia del front, per la qual cosa es van emprar algunes dependències com a dipòsit de municions, a la disposició de les columnes Clairac i Escobar.

### Període de declivi com a escorxador i abandó

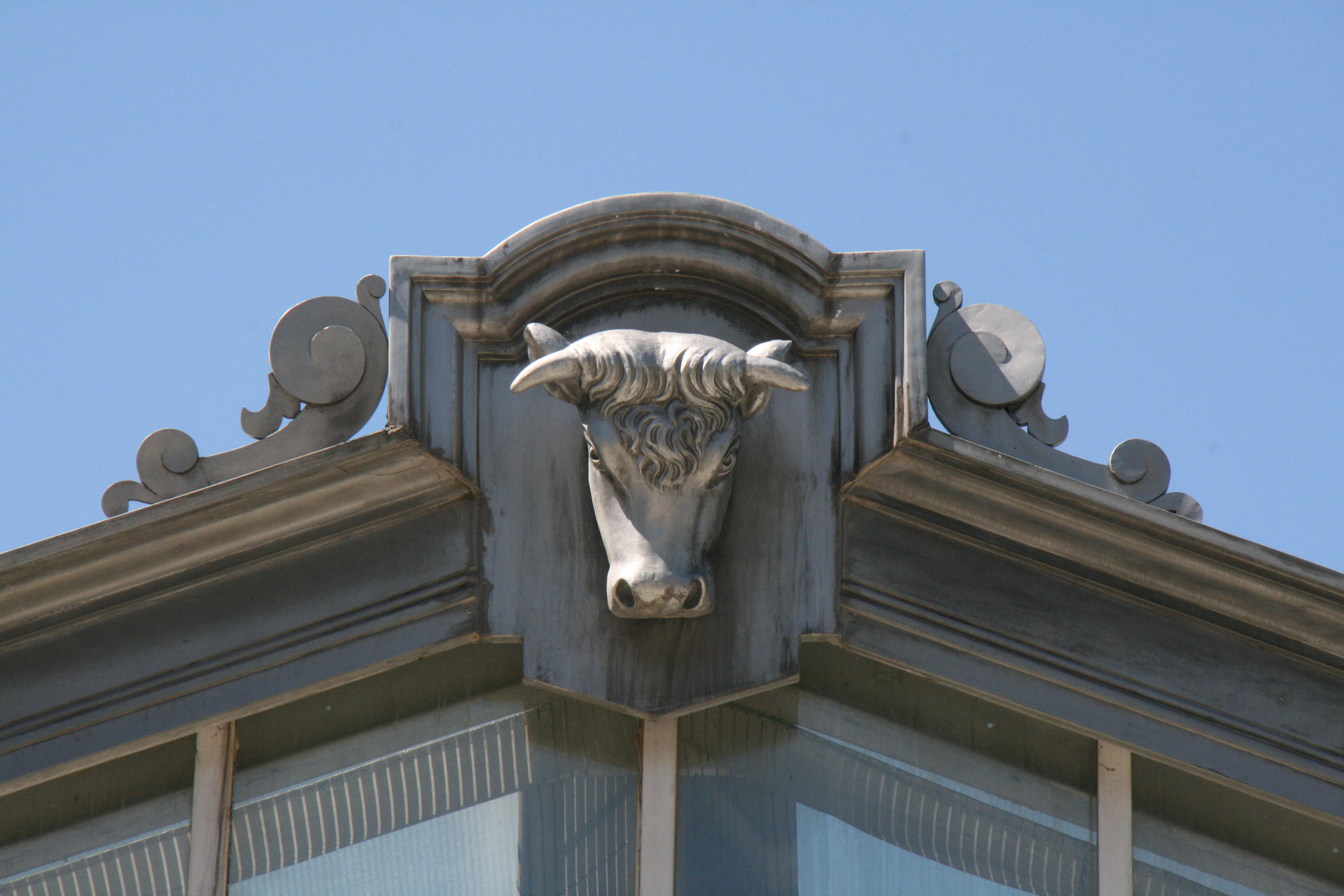
Decoració de cap de vaca a la Nave de Patatas.

Després de la Guerra Civil l'escorxador va continuar en ús. En algunes àrees de la zona del mercat de bestiar es va implementar un magatzem de patates el 1940, així com construcció de locals d'índole social. No obstant això es continuava utilitzant les instal·lacions com a escorxador, una prova és que l'any 1943 l'arquitecte Miguel Ángel Esteve realitzava un pavelló d'autòpsies. El mateix ocorria en el mercat, ja que el 1945 es van construir abeuradors. Mitjançant la «Llei Arganzuela» de 1967 l'Estat cedia a l'ajuntament de Madrid els terrenys de l'antiga devesa d'Arganzuela, perquè en un termini de deu anys convertís el solar del Matadero y Mercado de Ganados i el del Mercado Central de Frutas y Hortalizas en una zona verda: el parc de La Arganzuela (situat entre el passeig de Las Acacias i el de Santa María de la Cabeza). A començament dels anys setanta les instal·lacions començaven a quedar-se obsoletes. L'ajuntament va crear el 1973 una empresa mixta denominada Mercamadrid. Les associacions veïnals encoratjades per la «Llei Arganzuela» sol·licitaven una reconversió a dotacions socioculturals, i els corrents polítics a l'ajuntament ja començaven a demanar el desmantellament. L'arquitecte Javier Ferrero va concloure la primera fase del veí parc d'Arganzuela al maig de 1969. La segona fase, que preveia la demolició del Matadero y Mercado de Ganados, va ser prorrogada el 1977. Malgrat existir casos en aquest mateix any com la demolició del mercat d'Olavide existia ja una consciència creixent sobre la defensa del patrimoni urbà.
En els anys vuitanta es va transformar l'edifici de direcció i administració, la Casa del Reloj, en seu de la Junta Municipal del districte d'Arganzuela. Aquestes obres van ser executades per l'arquitecte Rafael Fernández-Rañada. El 1981 encara es van realitzar obres de millora a fi de remodelar i adaptar les instal·lacions a la normativa. El 1983 es va modificar la Llei Arganzuela perquè pogués respectar-se l'entorn de l'escorxador i no es veiés afectat per cap demolició a causa de les obres posteriors en la zona. Amb la incorporació d'Espanya a la Comunitat Econòmica Europea (12 de juny de 1985), es van realitzar una sèrie de canvis per a adaptar l'escorxador a la normativa europea. Per bé que era encara en funcionament, els plans de reconversió anuncien la parada imminent. Les condicions higièniques i sanitàries eren deficients i la productivitat molt baixa. Després d'un reial decret que exigia un tractament més exhaustiu en el sector carni, l'ajuntament va decidir tancar les instal·lacions en lloc d'adaptar-les a la nova normativa. Finalment el 2 de gener de 1996 es va clausurar definitivament l'escorxador. El 1997, el nou Pla General d'Ordenació Urbana de Madrid va incloure el Matadero Municipal en el Catàleg d'Edificis Protegits, assignant-li el Nivell 2 de protecció (estructural). Aquesta actuació, juntament amb la Llei 23/1983, donaven protecció a la zona. El 20 de juny de 2002 s'aprovava definitivament el Pla Especial d'intervenció i adequació arquitectònica. S'hi incloïa els pròxims tallers i parc de neteja municipals, obra de estil racionalista de 1933 dels arquitectes José de Azpiroz i Javier Ferrero (edifici Parque Sur).

### Reconversió de les instal·lacions de la zona sud en espai cultural

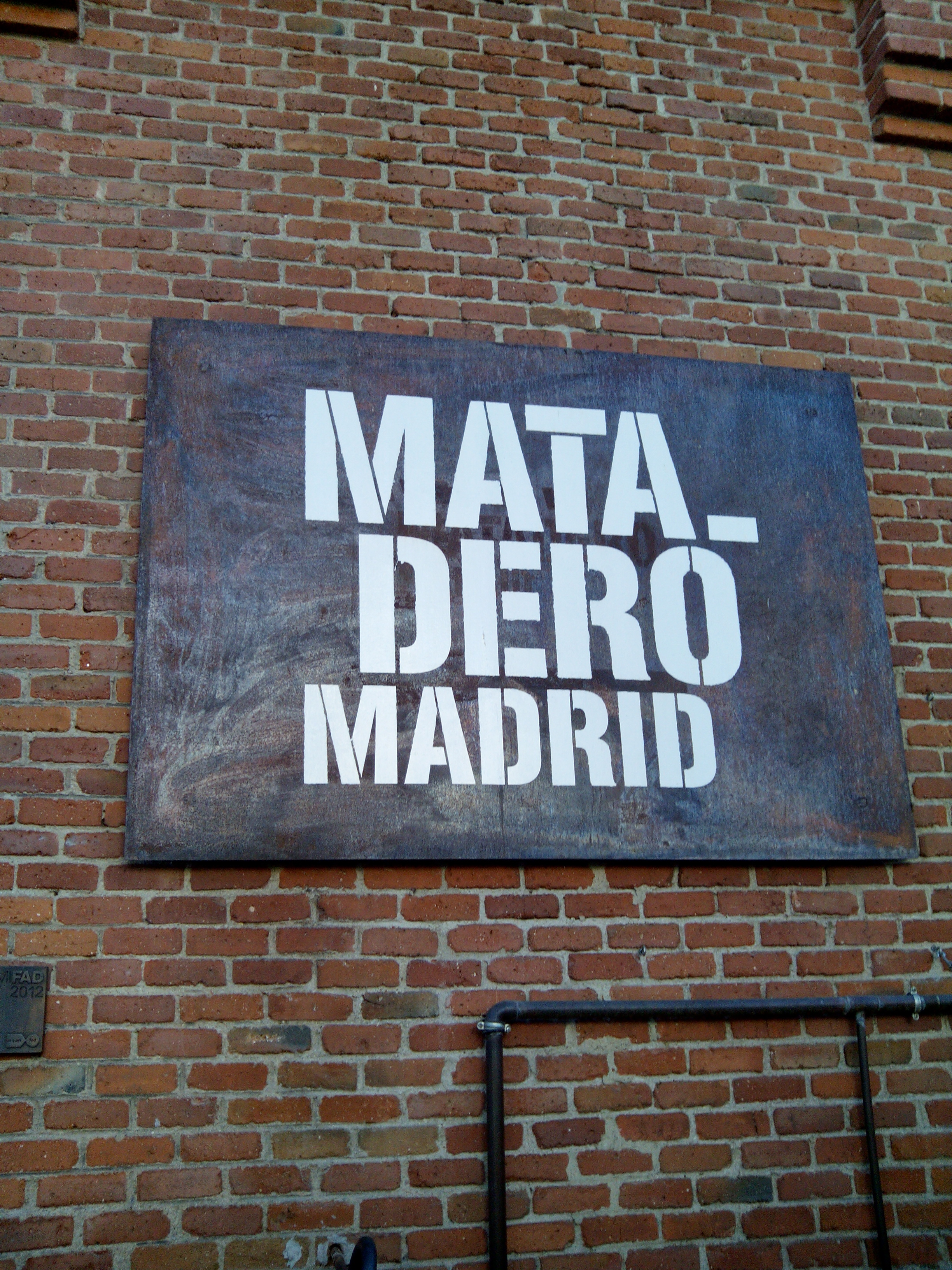
Cartell a una de les entrades a l'espai de l'antic escorxador.

Després de la clausura com a escorxador l'any 1996, hi ha hagut moltes propostes d'ús alternatiu: Museu d'Arquitectura, biblioteca municipal, multicines, centre comercial, etc. Mentrestant, els edificis de l'escorxador van romandre abandonats i sense accés públic. Algunes actuacions sobre l'entorn van definir el que es va denominar com a parc del Matadero. Per a uns altres edificis, com la Casa del Reloj, es pensava ja en la reconversió. Un projecte malmès va ser el de situar en les antigues cavallerisses la seu de la televisió regional, la que després seria Telemadrid. Es va pensar establir-hi la Universitat Nacional d'Educació a Distància perquè algunes de les naus acollissin aules d'ensenyament. També es va projectar la denominada Ciutat de les Arts, o més concretament la Ciutat de la Cultura, l'Oci i la Tecnologia, que s'anava a instal·lar en les naus de degollament. Durant el procés de reconversió es va signar un conveni el 2003 perquè la Fundació ARCO albergués la seva col·lecció permanent (166 obres de 133 artistes) en les antigues naus d'exposició de bestiar de llana i porcí. Finalment es va abandonar la idea.
En els anys noranta es van transformar els antics estables de boví en seu del Ballet Nacional d'Espanya i de la Companyia Nacional de Dansa, obra de l'arquitecte Antonio Fernández Alba. Les operacions de renovació i transformació cultural es van enllaçar dins del denominat Tridente Barroco format pel passeig de Las Delicias, el passeig de Santa María de la Cabeza i la ronda d'Atocha. L'arquitecte Guillermo Costa va restaurar el 1991 la nau de mercat de bestiar (nau de patates) i en va fer un hivernacle a l'estil vuitcentista, mantenint la planta de la nau en els cinc sectors, en quatre dels quals es van simular microclimes per a zones tropicals i subtropicals. L'hivernacle supera en grandària i en quantitat d'espècies l'hivernacle d'Atocha.
Una de les primeres actuacions socials va néixer del conveni subscrit entre l'ajuntament i la Fundació Sánchez Ruipérez el 3 d'octubre de 2002 per a establir la Casa del Lector en les dues naus de degollament de boví.
El 2004 es van iniciar en la zona de l'escorxador les obres de soterrament de l'M-30. De la mateixa manera la substitució i trasllat del veí pont d'Andalusia o la desaparició del Pont de Praga. El 2005 va començar la transformació de l'espai sud de l'antic complex en un centre on desenvolupar diferents activitats culturals i artístiques. La rehabilitació del vestíbul i l'espai Intermediae, obert el febrer de 2007, va ser obra d'Arturo Franco, en la qual es dona protagonisme al ferro i vidre.

## Composició d'edificis

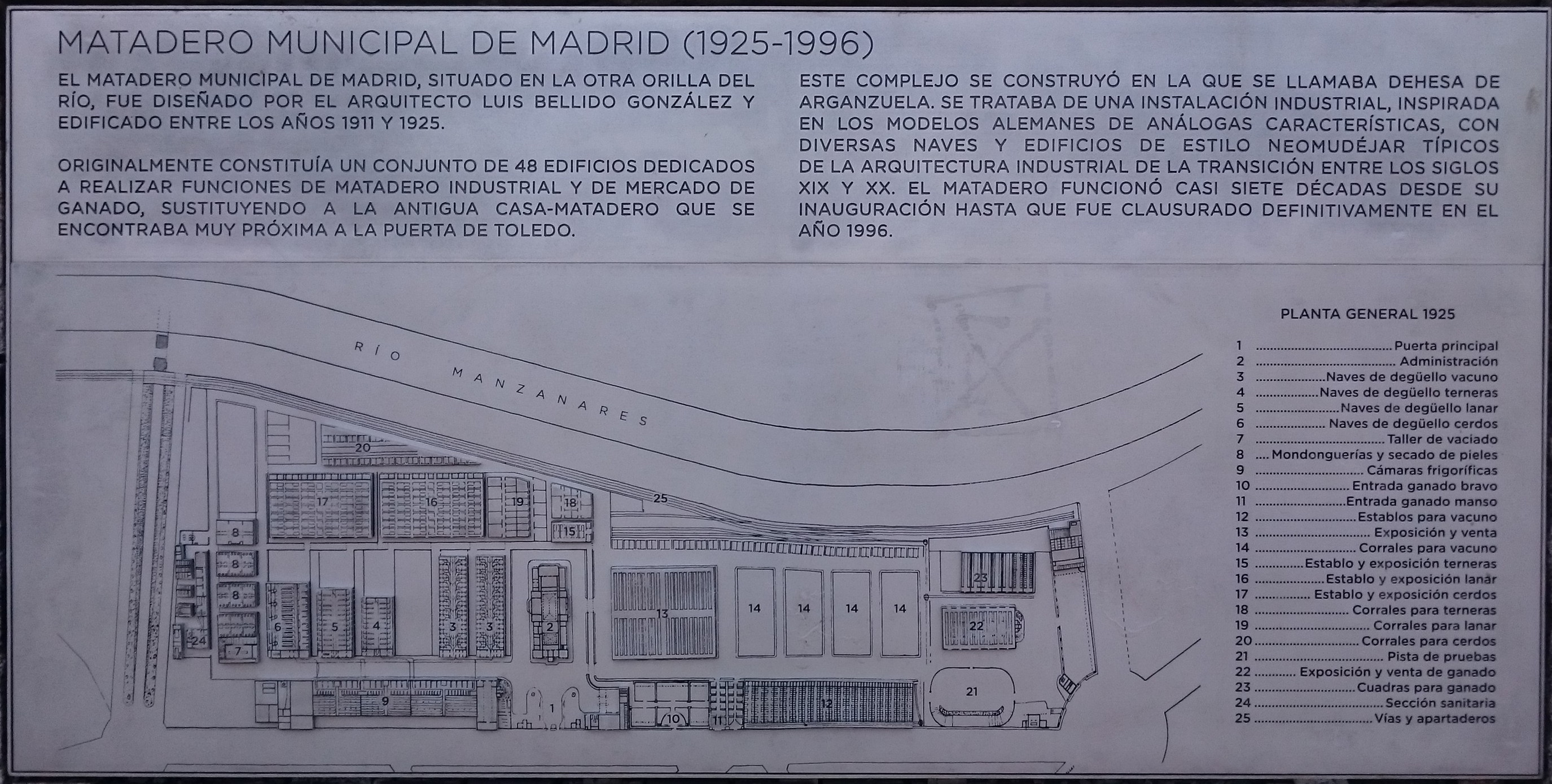
Plànol de l'escorxador

Inicialment es van aixecar 48 edificis en els terrenys de l'escorxador i del mercat, que el 1921 van augmentar a 64, d'acord amb el recompte del seu primer director, Cesáreo Sanz Egaña. S'hi van ver server els materials típics dels monuments de Madrid: granit en sòcols, maó vist i maçoneria descoberta a l'exterior. Els paraments tenen l'estil de l'aparell toledà, típic de Castella. L'estil de Bellido s'assembla al corrent del Werkbund amb clares traces de estil neomudèjar. Resulta clara l'ordenació i disposició dels edificis en el recinte respecte a les funcions diàries de mercat de bestiar, estabulació, sacrifici i finalment venda a mercats de proveïments.

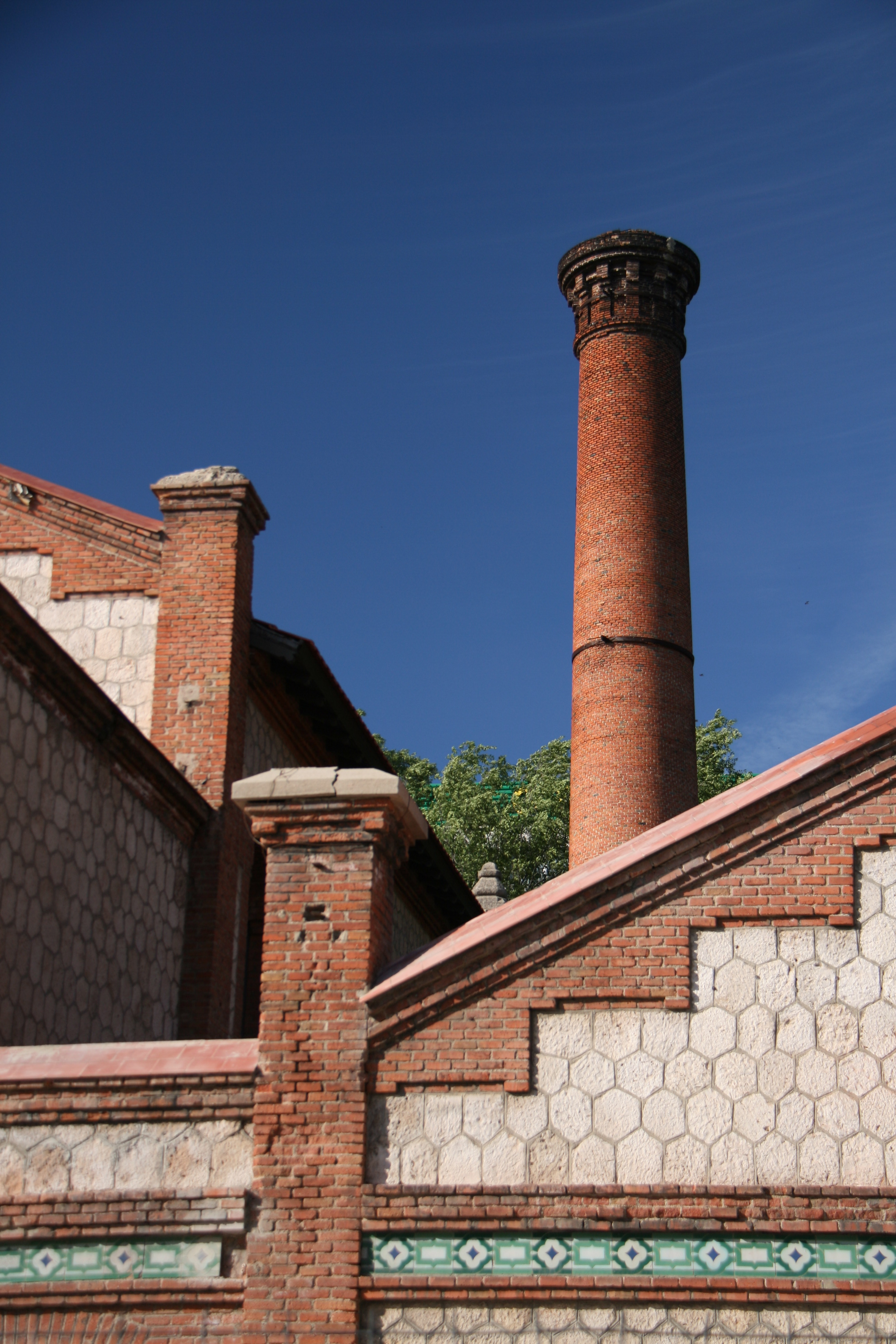
Xemeneia construïda als anys 20

La façana exterior del conjunt era envoltada d'una tanca sense obertures. L'entrada al recinte va ser, des del començament, una porta amb reixat des del passeig de la Chopera, existent enfront de la casa de contractació (avui Casa del Reloj). Aquesta porta es conserva des de la rehabilitació del conjunt i dona accés a les instal·lacions de la Junta Municipal, a Matadero Madrid (a l'esquerra), i a la zona en la qual es troba l'hivernacle (a la dreta). Addicionalment existien unes portes, també en el passeig de la Chopera, que permetien l'accés del bestiar al mercat de proveïment. Eren a l'esquerra dels estables per a boví, on actualment es troba la seu de la Companyia Nacional de Dansa i el Ballet Nacional d'Espanya. En paral·lel amb l'avinguda del riu Manzanares hi havia una línia ferroviària que recorria la part posterior d'est a oest. Aquesta línia fèrria constituïa el límit occidental del recinte i posseïa molls d'embarcament i desembarcament de bestiar. La zona meridional era limitada per la plaça de Legazpi.
La part nord-oest del tancat va desaparèixer durant les reformes que el recinte va anar sofrint en els seus últims anys en funcionament quen es van rehabilitar les instal·lacions de la part nord del recinte. Des de la rehabilitació del Matadero, el que queda d'aquesta part nord de l'antic recinte és integrat en el parc Madrid Río. Després de la creació de Matadero Madrid, que ocupa únicament la secció sud de l'antic recinte, es van obrir noves portes d'accés. El 2007 es va obrir una a l'altura de les naus de degollament de boví, entre l'antiga porta i la plaça de Legazpi, a fi de donar accés a alguns dels edificis de l'interior. Es va obrir un altre accés a la plaça de Legazpi, un altre des del parc Madrid Río (en l'extrem nord-oest del nou recinte) i un tercer des de la Casa del Reloj.

### Pavelló de serveis generals (Casa del Reloj)
Aquest edifici, que albergava l'administració, era al centre del recinte, entre les activitats d'escorxador i mercat de bestiar. La façana era enfront de l'entrada principal, des del passeig de la Chopera. L'edifici té dos pisos i un soterrani, on hi havia el magatzem. En la planta inferior es feien les operacions de direcció i administració, la contractació i hi havia també un restaurant. La zona d'administració albergava els despatxos per al director i el regidor, així com el saló de reunions de l'ajuntament. Aquesta planta posseïa la denominada Borsa de Contractació de carns vives i mortes, directament intervinguda per l'administració municipal. Aquesta borsa era la seu de les transaccions comercials entre ramaders, tractants i carnissers i tenia la forma d'un ampli pati interior cobert. Aquesta primera planta posseïa a més una biblioteca i hemeroteca especialitzades en temes veterinaris. Ja en la dècada de 1980 aquest edifici havia estat exclòs de la demolició gràcies al Pla Parcial d'Ordenació del Parc de la Arganzuela.
La planta superior era una mena de fonda amb setanta habitacions i vint-i-nou habitatges d'empleats, totes amb sortides independents a l'exterior de l'edifici. La torre elevada té un rellotge de torre que governava les operacions diàries de l'escorxador. Aquest edifici era al mig d'una plaça rectangular que separava simètricament l'escorxador (a l'esquerra) del mercat de bestiar (a la dreta). A la dreta de la porta principal hi havia el denominat encerradero de perros, per a evitar que crculin per les instal·lacions (evitant possibles transmissions de malalties), les cotxeres per a vehicles de tracció animal i els carros de l'establiment, les quadres per a cavalleria (de capacitat per a catorze animals) i el lloc d'incendis. Des de final dels anys noranta és l'edifici de la Junta Municipal de Districte d'Arganzuela.

### Naus de degollament

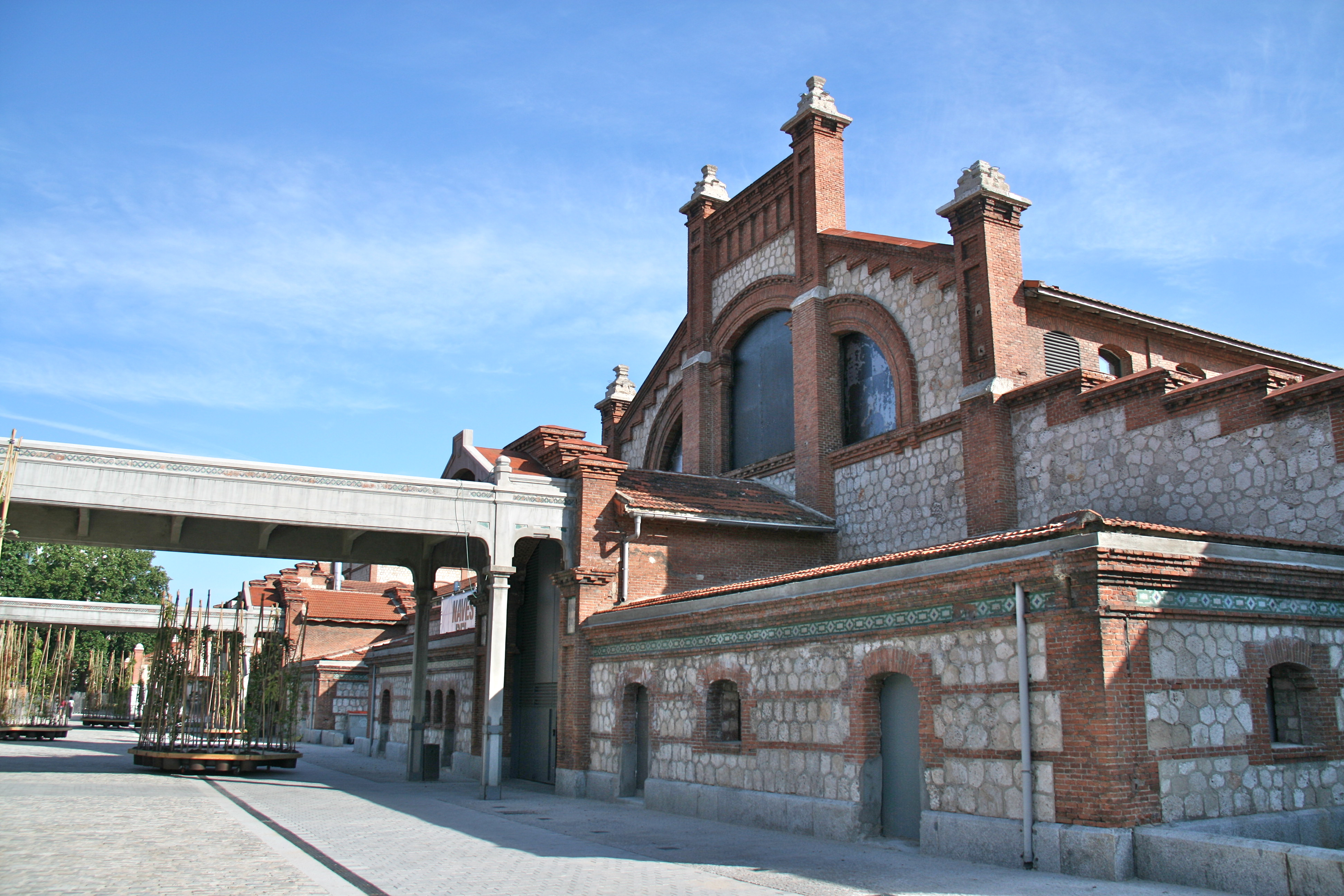
Nau de degollament de bestiar de llana i la seva marquesina de formigó (vista septentrional).

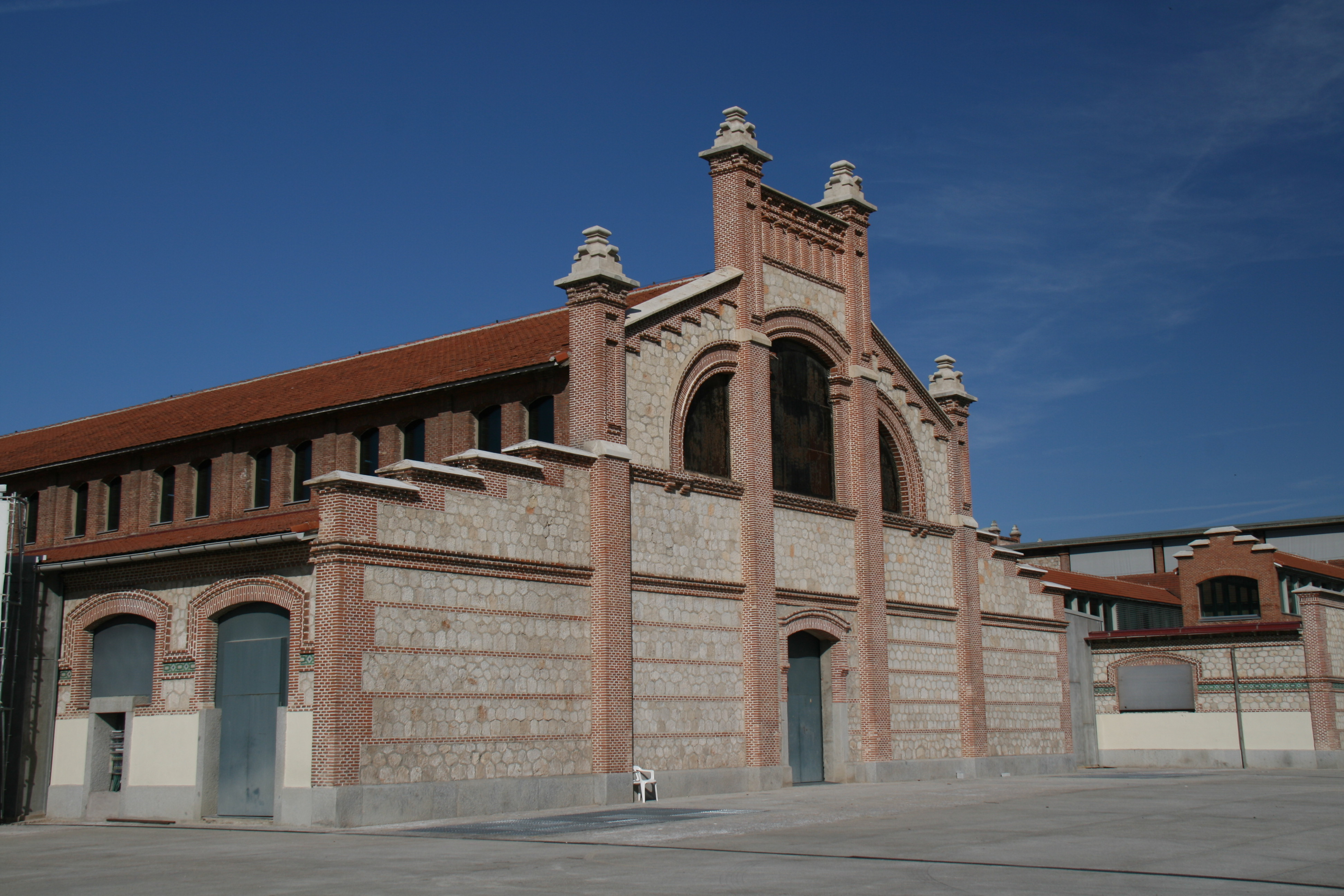
Nau de degollament de llana, entrada de caps de bestiar (vista meridional).

Les naus de degollament constitueixen un conjunt de cinc edificis paral·lels a la part meridional del recinte (escorxador). Es disposaven de manera paral·lela al pavelló de serveis generals i eren dedicades a la matança (o degollament) del bestiar. Té una posició cèntrica relativa a la resta d'edificis, ja que davant d'aquestes, hi havia les naus d'oreig, els penjadors i les cambres frigorífiques, i després les naus d'estabulació, exposició i venda (de bestiar de llana i porcí). Les naus, de dreta a esquerra (mirant des del passeig de la Chopera), són: boví (dues naus d'idèntica grandària), de degollament de vedells (la més petita, amb 830 m²), de llana (1.653 m²) i de porcs (la més grossa, amb 2318 m²). Entre les dues naus de sacrifici de bestiar boví i la de vedelles es va deixar un espai lliure per a futures ampliacions. Aquest espai mai es va emprar i va romandre com una espècie de plaça interior. Es denomina des de la rehabilitació del Matadero Municipal en espai cultural com a Plaza Matadero. El ritme mitjà de matances era de 400 o 500 caps diaris de bestiar boví. El ritme de llana aconseguia el de 5.000 caps.
Cada nau té tres naus longitudinals, amb la central de major altura (disposició basilical). En la part superior de cada nau de degollament, en la nau longitudinal central, es disposaven els buits per a il·luminar i ventilar l'interior, ajudats pels finestrals dels pinyons. En les dues naus laterals de menor altura es realitzaven les operacions de degollament. En la nau central es feien les tasques de pesat (romaneig). La idea de funcionament rutinari era que des de la part posterior de les naus (la més pròxima al riu) entraven els caps de bestiar mitjançant un sistema de burladors interiors capaç de permetre la màxima seguretat als escorxadors. A l'interior les naus es procedia a la matança. Per la sortida nord de les naus de degollament es treien les carcasses, mitjançant un sistema de monorails fixat a una marquesina de formigó que travessava el carrer intermedi, passant d'aquesta manera als penjadors i naus d'oreig. Des d'aquí es distribuïa als vehicles. Si el material no es despatxava s'emmagatzemava en les cambres frigorífiques.
La disposició interior de la nau de degollament de porcs era diferent a la resta, pel fet que el procés de matança porcí ho requeria. Sent de superfície més gran a causa de la concentració de serveis de processament que requeria després de la matança.
El conjunt va ser construït entre 1911 i 1918. Es van realitzar primer les dues naus de matança de boví, de vedelles i de llana, pràcticament al mateix temps. La de porcí és posterior. Després de la instal·lació dels serveis, van funcionar com a naus de degollament des de 1924 fins a 1996. La restauració va eliminar elements afegits posteriors a la construcció, així com el sistema aeri de transport de caps de bestiar mitjançant monorails. Les dues naus de degollament de boví (les primeres a ser restaurades) són des del 3 de març de 2002 a la Casa del Lector de la Fundació Sánchez Ruipérez. La resta de naus de degollament alberga l'espai denominat Naves del Español, dedicat al teatre.

### Naus d'estabulació, exposició i venda de llana i porcí
Aquestes dues naus de grans dimensions es troben entre les naus de degollament i el riu i formaven part del sector de mercat de bestiar. La seva posició estava dissenyada per a facilitar el trasllat dels caps de bestiar a sacrificar des dels molls de descàrrega del ferrocarril i posteriorment a les naus de degollament. Es tracta de dues naus idèntiques (de bestiar de llana la de la dreta i porcí la de l'esquerra) amb una àrea cadascuna d'uns 4700 m². Totes dues naus es van realitzar en el període que va de 1911 fins a 1918. Van estar en funcionament des de 1924 fins a 1996. La nau de bestiar de llana permetia estabular prop d'onze mil caps, mentre que la de porcí podia contenir-ne aproximadament uns quatre mil.
Per als elements constructius s'empra el granit en els sòcols, i el maó vist i la maçoneria de pedra calcària. El paviment es va realitzar de ciment pòrtland, els murs interiors es van blanquejar en la majoria dels casos de guix. La crugia occidental estava dedicada al magatzem de pinsos, espai de vigilants i altres serveis d'estabulació. Després de 1996 es van realitzar diverses labors de sanejament en les naus dirigides per l'arquitecte Guillermo Costa.

### Naus d'oreig, penjadors i secció frigorífica
Les naus d'oreig es troben en el costat sud del Matadero, situades en paral·lel al mur de tancament que dona al passeig de la Chopera. Aquest conjunt d'edificis compleix funcions de naus d'oreig, colgaderos, secció frigorífica, garatge, laboratori analític, excusats i urinaris. Es tracta del conjunt d'edificis més gran en superfície de tot el complex. A l'interior de l'escorxador, les naus de degollament estaven separades de les d'oreig mitjançant un passadís central. Cada nau de degollament posseeix una marquesina de formigó que permetia traslladar les carcasses penjades en monorails, acabades de netejar, a les naus d'oreig. Existia un petit sistema de ferrocarril per a realitzar operacions de transport als edificis de l'assecador, així com fer d'andana de venda i càrrega de les canals. Aquest conjunt d'edificis posseeix una cota inferior al de les naus de degollament. D'aquesta manera podien transportar-se amb escassa dificultat els caps de bestiar morts. En l'extrem sud del passeig que uneix les naus de degollament amb les d'oreig es troba el dipòsit d'aigua. Les funcions d'oreig corresponien només a les carcasses de bestiar boví, l'oreig del bestiar de llana es realitzava en les pròpies naus de degollament. La secció dels colgaderos i cambres frigorífiques és el de major grandària del conjunt. En la fase de funcionament de l'escorxador es van realitzar la casa de calderes i la xemeneia, començades el 1920 i acabades el 1924.
Existeixen dependències per al salaó, la sales de refrigeració amb capacitat de magatzematge per a la producció de la matança d'un dia, secció de màquines per a la generació de pressió d'aigua (en cas que el Canal d'Isabel II no oferís pressió per deficiències en la xarxa de distribució). Es van instal·lar seccions per a escalfar aigua i poder escaldar les despulles. La capacitat del sistema de refredament va fer que s'empressin les seves instal·lacions per a fabricar gel. La baixa ocupació de l'escorxador el 1927 va fer que s'emprara la nau en la conservació d'ous i en alguns casos es van arrendar les instal·lacions per a conservar carn. Aquestes instal·lacions són les que més canvis han sofert a causa de les millores tecnològiques en el terreny de la refrigeració. El 1980-1990 es va adaptar l'edificació a les noves normatives de la Comunitat Econòmica Europea. El funcionament d'aquestes edificacions es va adaptar al sistema d'instal·lacions mecàniques existent en l'escorxador de La Villette a París, comptant amb assecadors de pells que unien les mondonguerías per passadissos oberts en forma de passadissos, aconseguint d'aquesta manera la màxima ventilació. Les naus d'aquesta zona de l'escorxador es van construir en el període que va des de 1914 fins a 1920. Encara que el 1996 es van tancar les funcions de matança, es van utilitzar les cambres frigorífiques per a la conservació i venda de carn.

### Mondonguerías, assecadors de pells

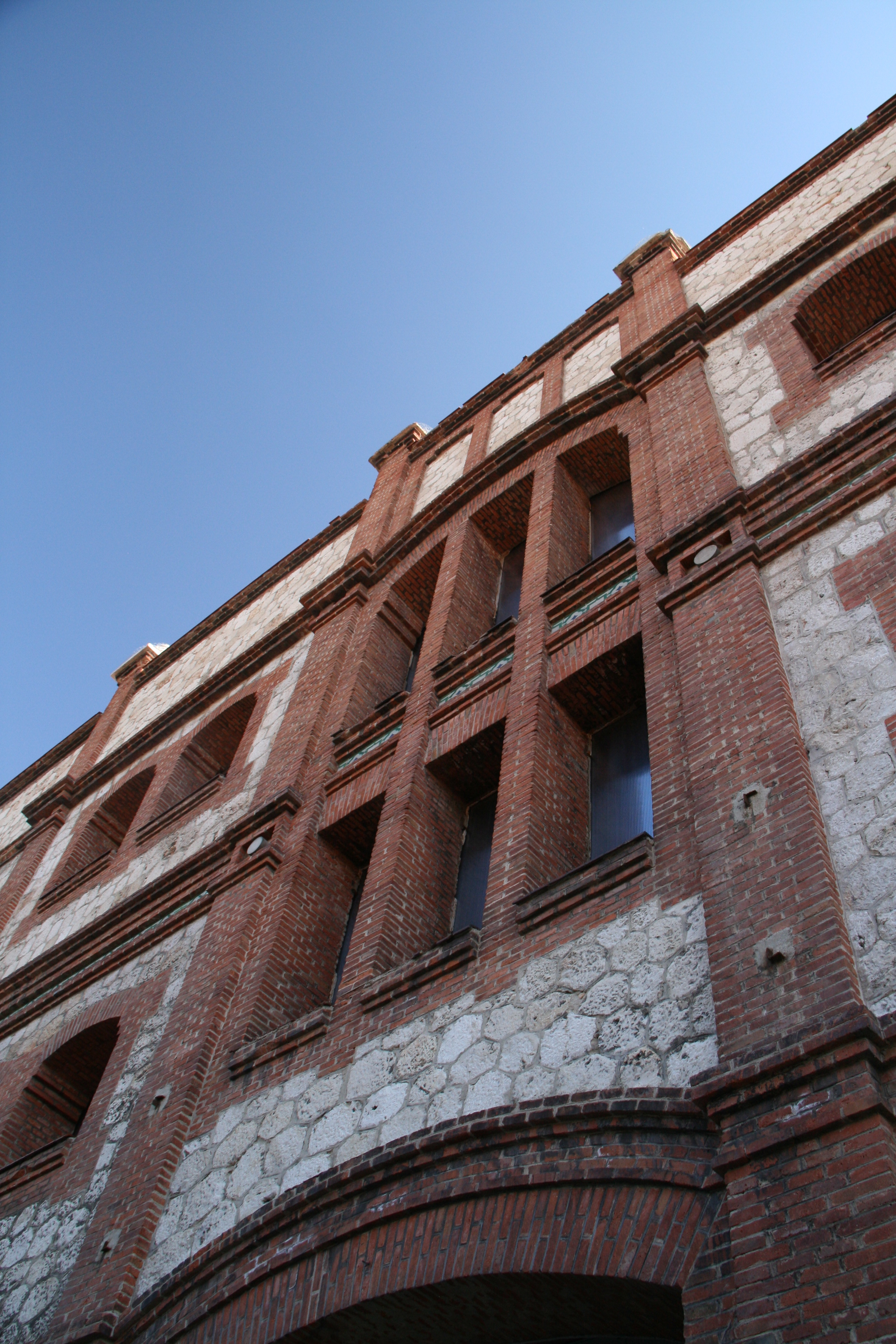
Entrada a l'edifici de la nau de triperías.

Són els edificis situats al sud del conjunt del Matadero, es troben al costat del dipòsit d'aigua que es troba adjacent a la plaça de Legazpi. Aquesta nau es denominava de triperías. La situació es deu a les operacions específiques d'extracció de mondongos (intestins i panxa de bovins), el seu assecat posterior. Els mondongos dels porcs es tractaven en la nau de degollament corresponent, d'aquí ve que sigui la nau de més grossa (com que tenia la seva pròpia nau de mondonguería a l'interior). Després del buidatge d'estómacs i ventres dels caps de bestiar (realitzat en el taller de buidatge), aquests continguts es desplaçaven a aquest edifici.
L'edifici està pensat en tres altures amb un semisoterrani que es connecten en el seu interior mitjançant escales i sistemes de muntacàrregues. Ja en l'informe Barrado de 1927 s'esmenta l'excessiva distància d'aquest edifici respecte a les naus de degollament. Distància de quilòmetre i mig que exposa als budells a condicions exteriors poc controlades des del punt de vista de la higiene. Després del tancament de l'escorxador, s'ha intentat que aquest edifici de taller de buidatge, mondonguerías i assecat de pells es converteixi en sales de convencions i congressos.

### Mercat i escorxador d'ocells
Aquest edifici en dues plantes es troba en la part més meridional del Matadero, després de la nau d'exposicions de bestiar porcí. Pròxima al dipòsit i al riu Manzanares. Els primers esments de Bellido el 1910 no fan referència a aquest edifici. Es va construir posteriorment en un dels solars pensats com a ampliació per l'arquitecte. La localització excèntrica d'edifici així com el retard en la construcció expressen el baix interès a establir la matança d'ocells dins del nou Matadero de Madrid. L'edifici ocupa un solar rectangular, alineat en els seus costats majors amb l'edifici de la mondongueria. Aquest edifici conté un major ús de columnes de formigó, emprant menys columnes de ferro. La col·laboració al començament del projecte de l'escorxador amb l'enginyer José Eugenio Ribera, expert en l'ús de formigó, i la construcció posterior d'edifici amb Francisco Javier Ferrero possibilita la substitució del sistema metàl·lic industrial en les estructures pel de formigó armat, material empleat repetides vegades per Ribera en la seva obra municipal posterior.
L'edifici es va començar a construir en el període que va des de 1932 i 1933; el seu funcionament com un servei més el corresponent a l'escorxador, es produeix entre 1933 i 1996, i l'etapa d'inactivitat, des d'aquest últim any fins a 2011.

### Dipòsit d'aigua
El dipòsit d'aigua és en una de les cantonades limítrofes del solar, aquella que dona a la plaça de Legazpi. La dotació d'aigua a pressió és molt necessària en les operacions normals de neteja d'un escorxador. Aquesta mena de dipòsit elevat es va considerar en els plànols de Bellido des del 1910. El Canal d'Isabel II no va poder garantir la distribució d'aigua a la zona pel fet que no era acabat per aquestes dates. Es va fer un esforç i és per aquesta raó que va obrir un ramal des de la plaça de l'Emperador Carlos V (Glorieta d'Atocha) que passant paral·lela pel passeig de les Delícies arribava al Matadero per a alimentar el dipòsit. El volum admès pel dipòsit és de 800 m³ (dos terços de la despesa normal d'una jornada de treball en l'escorxador) i d'altura uns 17 metres. Es carregava a la nit i aconseguia una pressió hidroestàtica d'aproximadament 1,5 atmosferes, que era la pressió suficient com per a realitzar les operacions de neteja de les canals.

### Mercat de bestiar boví i de proveïments
A la dreta del pavelló de serveis generals, en el costat oposat al Matadero hi ha les instal·lacions del mercat de bestiar de proveïments. En aquesta zona destacaven les naus d'exposició i venda (des de l'any 1992 conegudes com a hivernacles del Palacio de Cristal). L'hivernacle posseeix més de 9.000 plantes de 800 espècies. Aquest espai es dividia en quatre sectors idèntics, cadascun separat per vies ferroviàries que facilitaven el transport dels caps de bestiar al local, en cadascun dels sectors es trobaven cinc recintes tancats amb compartiments per a col·locar els caps de bestiar en dues files. Aquesta disposició facilitava les circulacions de personal veterinari i de tractants per al reconeixement visual. L'estructura es va realitzar en ferro.
Alineats amb la via pública hi havia els estables i corrals. S'hi insereixen edificacions especialitzades en el comptatge dels caps de bestiar, així com de reconeixement i desinfecció del bestiar entrant. Es va dissenyar amb una capacitat de dinou estables adossats que permetien una capacitat per a estabular aproximadament uns nou-cents caps de bestiar.

## Espai cultural: Matadero Madrid
La conversió de l'escorxador en un espai cultural s'inclou dins d'altres iniciatives de restauració a Espanya, com són la Laboral de Gijón i la Tabacalera de Sant Sebastià. La inclusió a mitjan any 2011 en el parc Madrid Río fa que el Matadero sigui un espai cultural dins d'un parc situat en la ribera del riu Manzanares entre el Puente de los Franceses i el Nudo Sur. L'espai cultural rep exposicions temporals i alberga activats de disseny i de teatre.

### Naves Matadero - Centro Internacional de Artes Vivas
Naves Matadero, institució que neix al març de 2017 i la direcció artística de la qual va ser atorgada mitjançant concurs públic a Mateo Feijóo, té com a objectiu generar un espai de creació i pensament contemporanis —prestant especial atenció als nous llenguatges escènics i als territoris de transversalitat— perquè funcioni com un catalitzador entre creadors i ciutadans. Un espai en el qual les arts escèniques, visuals, la literatura, la filosofia, el cinema, la música i les activitats transmèdia s'interconnecten en un programa interdisciplinari. Des de l'inici un dels principals objectius és la internacionalització. Per a això, crea vincles entre artistes i institucions que permeten generar xarxes de treball internacionals. D'una banda, la programació es construeix en col·laboració amb instituts culturals i ambaixades de diferents països i per un altre, els artistes internacionals al seu pas per aquest espai municipal sempre estableixen llaços amb el públic i amb creadors locals a través de trobades, tallers o col·laboracions artístiques.
Està situat en el sector meridional del complex d'edificis de Matadero Madrid. La secció de teatre ocupa tres naus centrals alineades de planta rectangular i interconnectades entre si: la Nau 10, 11 i 12. Ocupa respectivament les antigues naus de degollament de vedelles (Nau 12) amb una superfície de 830 m², de llana (Nau 11) amb 1655 m² i la de porcí (Nau 10) amb 2318 m². La rehabilitació dels seus aproximadament 5000 metres quadrats de planta va ser a càrrec de l'arquitecte Emilio Esteras.
- La Nau 10 alberga una sala de teatre amb capacitat per a 300 persones, dues aules, dues sales d'assajos, tallers tècnics, vestuaris i camerinos. L'espai escènic és de 2.500 m².
- La Nau 11 és un gran escenari, el de major grandària, amb capacitat per a acollir fins a 750 espectadors. L'espai escènic és de 1.200 m². Posseeix una graderia frontal, una escena i una configuració versàtil després de l'escena concebuda per a incloure tota la maquinària teatral a fi de poder realitzar diverses representacions.
- La Nau 12 funciona íntegrament com un foyer (és a dir un vestíbul d'entrada), amb una zona d'acolliment inicial que inclou una cafeteria amb una terrassa i un petit escenari mòbil. Els escenògrafs Juan Sanz i Miguel Ángel Coso la van decorar.

### Intermediæ i Vestíbulo
Es tracta d'un espai per a la interacció oberta i el diàleg cultural entre les activitats culturals del Matadero i els ciutadans. És un centre experimental per a la creació contemporània finançat en part per la Direcció General de Projectes Culturals de la Comunitat de Madrid. És a la dreta, segons s'entra, pel passeig de la Chopera. Ocupa parts de l'espai dedicat antigament a les naus d'oreig, colgaderos i secció frigorífica. L'espai d'Intermediæ amb una superfície d'aproximadament 2700 m² ha estat intervingut posteriorment el 2006 per l'arquitecte Arturo Franco i Fabrice van Teslaar (com a col·laborador Diego Castellanos), i va guanyar el Premi de Rehabilitació d'Edificis de la XXI edició de Premis d'Urbanisme, Arquitectura i Obra Pública 2006 de l'Ajuntament de Madrid. Va ser inaugurat el 2007, i és un dels primers en l'espai cultural Matadero Madrid.
Intermediæ és un conjunt d'espais que es congreguen en dues naus diàfanes. La idea principal és la de permetre que aquests espais puguin adaptar-se a les necessitats de cada projecte, en el que es denomina: plataformes temporals de treball. S'hi poden crear xarxes de col·laboració, l'autocrítica, el diàleg ciutadà i l'aprenentatge. Les idees es gesten en un laboratori de producció de projectes i innovació social com pot ser els mètodes d'implantació de la intel·ligència col·lectiva. Existeix un espai dedicat a les oficines administratives (denominat gabinet d'estudis). Els projectes són finançats, en part, per la convocatòria anual d'Ajudes a la Creació Contemporània Matadero, a així com per la Direcció General de Projectes Culturals. Aquestes ajudes es destinen a gestionar i rebre propostes de potencials creadors, bé siguin individuals o col·lectius, possibles agents culturals i associacions.

### Central del Diseño
Es tracta d'un espai dedicat a l'exposició (difusió i promoció) de projectes relacionats amb el disseny gràfic, industrial i de interiors. Igual que Intermediæ es va inaugurar al novembre de 2007. El centre és gestionat per la Fundación Diseño Madrid alhora promoguda per la Asociación de DIseñadores de MADrid (DIMAD). L'espai de la Central de Diseño és en la nau 17 (1650 m² en planta de les naus d'estabulació) rehabilitada per l'arquitecte José Antonio García Roldán. És un espai polivalent, capaç de ser adaptat a diferents activitats de disseny.

### Factoria Cultural
Es tracta d'un espai dedicat a incubadora de noves empreses: viver de indústries culturals i creatives. Té el seu lloc en la Nau 1 de Matadero que dona al passeig de la Chopera, i la seva superfície, d'uns 400 m² de planta, ha estat redissenyada per l'arquitecte Ángel Borrego. El disseny va rebre nombrosos reconeixements com l'Esment Especial Premi COAM 2015 i ha estat nominat al Premi d'Arquitectura Contemporània de la Unió Europea – Premi Mies van der Rohe 2015.
Factoría Cultural: viver de industries creatives, és un espai per a iniciatives d'emprenedoria creativa. Ofereix un lloc amb capacitat de 118 llocs de treball i assessorament personalitzat en l'emprenedoria de nous projectes, programes de llançament al mercat en diferents sectors, beques i ajudes en la cerca de finançament. A més del treball d'incubadora de projectes, hi brinda conferències professionals gratuïtes al Foro Experto i cursos de desenvolupament d'habilitats tecnològiques i creatives (Factoria Escuela).

### Abierto x Obras
Es troba en l'antiga cambra frigorífica de l'escorxador ocupant part de les naus d'oreig, colgaderos i secció frigorífica que dona al passeig de la Chopera. Aquest espai presenta una àrea d'exposicions amb característiques especials, de parets negres i escassa llum, dedicat a artistes nacionals i internacionals. Es troba en funcionament des de l'any 2007. A les seves sales s'han exposat obres d'artistes com el suís Roman Signer (la seva obra Film Installation com a part de PHotoEspaña), l'artista madrileny Daniel Canogar (Fuegos Fatuos), l'artista sonor Francisco López Sancho (amb la seva Cámara de Inmersión Sónica), l'artista tecnològic Íñigo Manglano-Ovalle amb la seva obra Nocturno... (in real time), Pablo Valbuena amb la seva obra Quadratura, l'artista cubà Carlos Garaicoa amb la seva obra Fin de silencio exposada en setembre de 2010, l'artista d'obres efímeres Marlon de Azambuja, l'artista grec Jannis Kounellis, l'artista madrileny Mateo Maté amb la seva obra titulada Viajo para conocer mi geografía (2001-2009), els artistes germans gaditans MP & MP Rosado amb la seva obra Cuarto-Gabinete, l'artista Hisae Ikenaga Melgoza. Des de 2010 se celebra al seu espai La Noche de los Libros. L'exposició (SELFI) de la creadora hispà-mexicana Darya von Berner que ha estat des del 5 de febrer fins al 31 de juliol de 2016 versa sobre la percepció, l'atenció, l'ecologia i el selfi.

### La Casa del Lector
La Casa del Lector de la Fundació Sánchez Ruipérez és un Centre Internacional per a la Recerca, el Desenvolupament i la Innovació de la Lectura. Ocupa les dues naus de degollament de vaques i té com a objecte la formació, informació i divulgació del llibre i de la lectura.

### Cineteca
La Cineteca és una hemeroteca visual dedicada al cinema de no-ficció. L'espai de 2688 m² de planta ha estat rehabilitat pels arquitectes espanyols José María Churtichaga i Cayetana de la Quadra Salcedo. El treball de gestió i definició d'espais ha permès que la Cineteca Matadero s'hagi repartit en cinc funcions: dos sales de cinema (dissenyat el 2009 i completat el 2011), un plató de rodatge, l'Archivo Documenta (l'hemeroteca visual), una cantina i un espai de terrassa adjacent on es poden projectar films en els mesos d'estiu. La cantina és a l'antiga zona de calderes, just pròxima a la xemeneia. Les sales de cinema corresponen als espais on s'emmagatzemaven els blocs de gel.
La Sala Azcona (denominada en honor del guionista espanyol Rafael Azcona) és una sala cinematogràfica amb aforament per a 250 espectadors encarregada de la difusió de l'obra de cineastes i creadors televisius espanyols i internacionals. Aquesta sala és la dedicada a l'estrena mensual. Es troba en l'espai entorn de la Sala Azcona una sala polivalent (la Sala B), amb un aforament per a 70 espectadors.

### Nau de Música
Es tracta de l'espai ocupat fins a novembre de 2011 per la Red Bull Music Academy (RBMA Ràdio) i que des de 2012 acull tota la programació musical del Matadero. Es troba en els espais d'estabulació. Posseeix entre els seus recursos un estudi de ràdio i d'enregistrament, un escenari per a concerts de reduïdes dimensions, i nou sales d'assaig.

### Espais culturals diversos
Des de començaments de 2011 s'instal·la l'arxiu de Documenta Madrid a la zona pròxima a la xemeneia. Permet veure qualsevol dels treballs enviats al festival en totes les edicions des de 2004. La Nau 16 és un espai expositiu polivalent i versàtil, amb 5913 m². Pot acollir presentacions, grans exposicions, concerts, tallers de producció d'obra, xerrades, propostes escèniques o activitats socials.

## Impacte social del Matadero

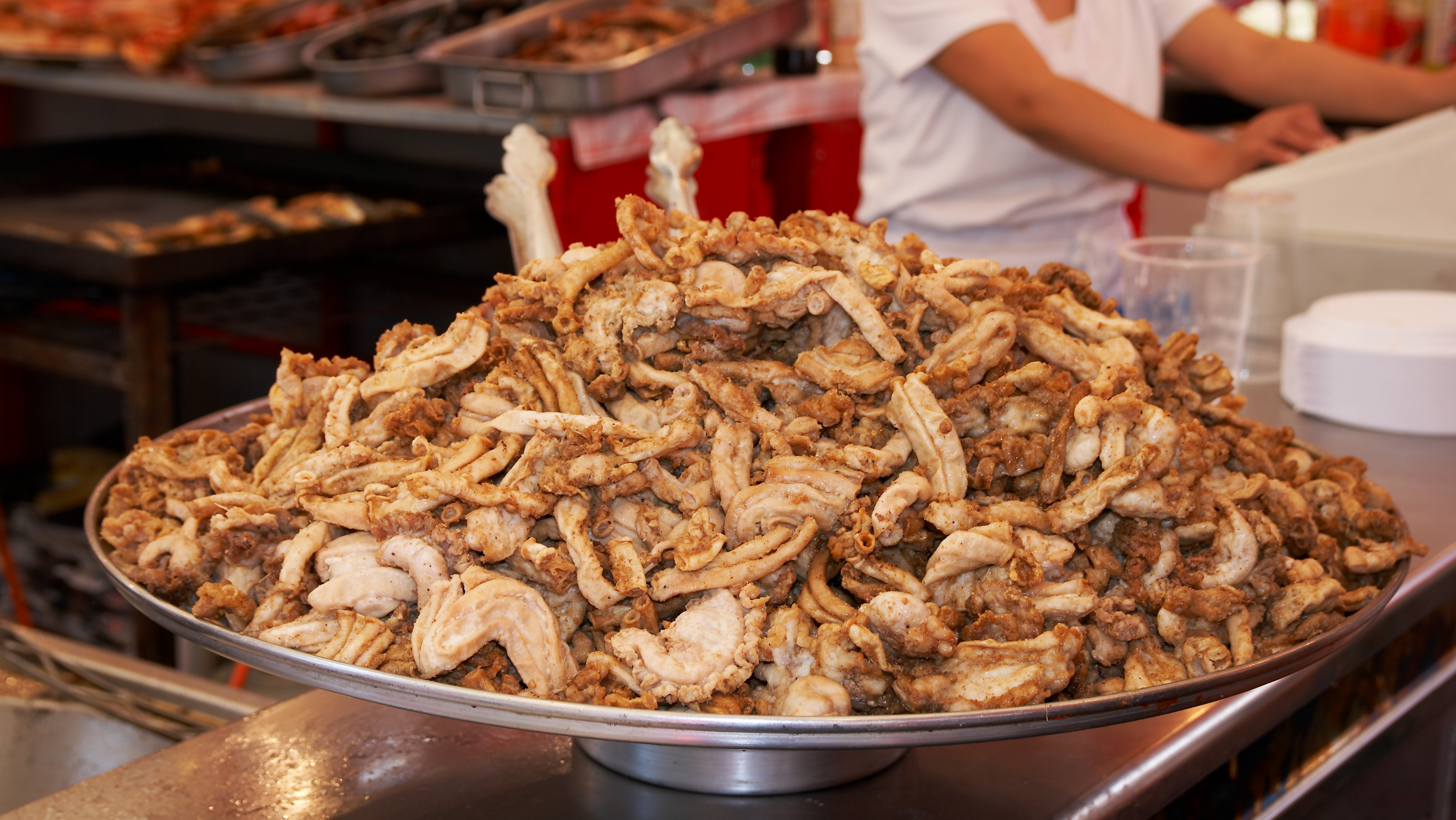
Fritada de gallinejas en la celebració de la festa San Isidro: un producte popular madrileny procedent de la producció de freixura de l'escorxador.

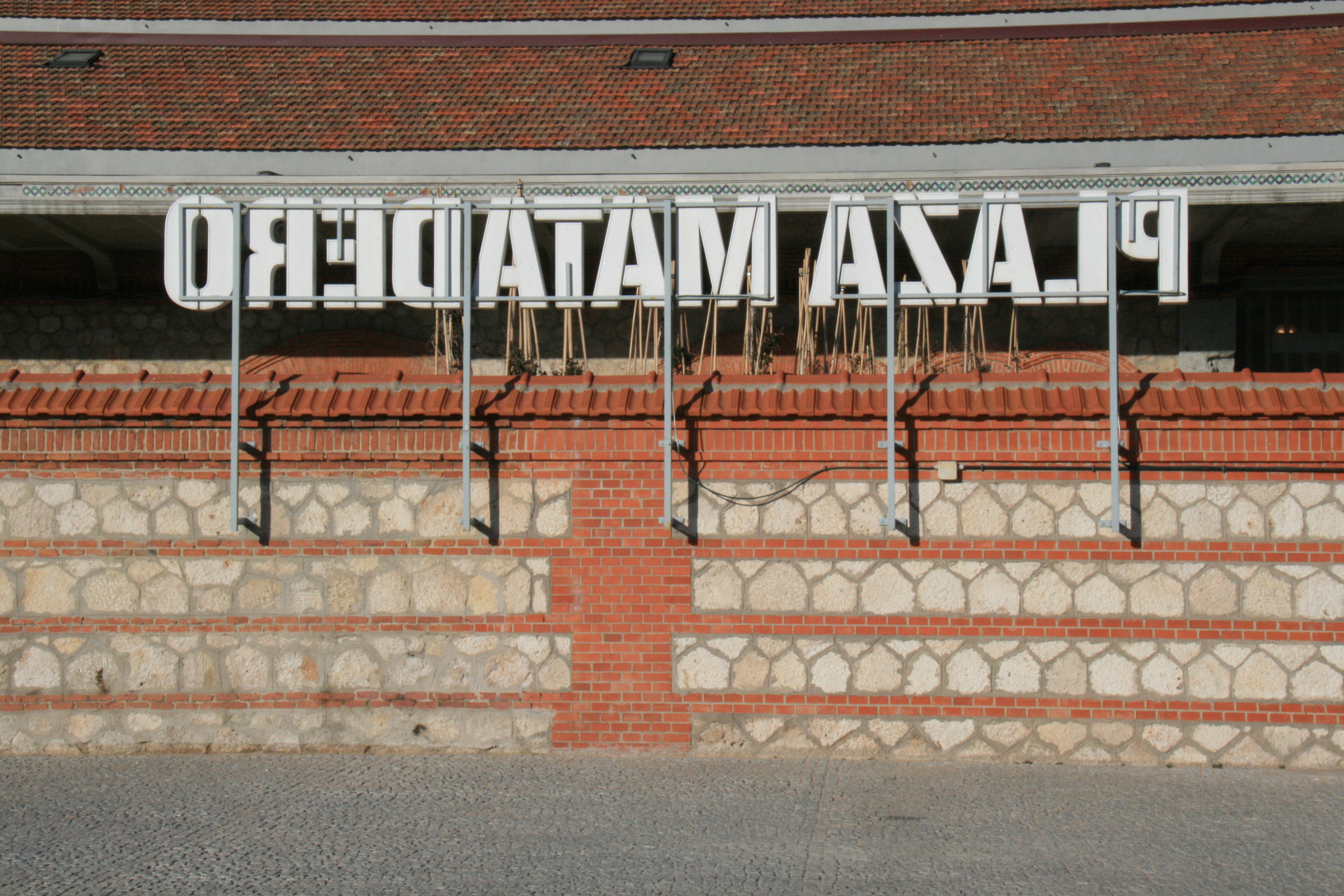
Plaza Matadero.

Des de la construcció, al començament del segle xx, l'escorxador ha tingut un impacte social gens menyspreable sobre la societat madrilenya, especialment en la zona sud de la capital. D'una banda oferia llocs de treball als naixents barris obrers de la zona d'Arganzuela (com la colònia Pico del Pañuelo). En algunes ocasions, ja des del començament del funcionament de l'escorxador van sorgir històries populars, com l'esdevingut amb un cap de bestiar que es va escapar i va causar el pànic als carrers de Madrid, que finalment va ser sacrificada a la Gran Via per un torero. El seu funcionament com a escorxador ha donat elements carnis propis a la gastronomia popular de la ciutat com ara les gallinejas.

### Gastronomia de Madrid
Com un dels principals proveïdors de carn de la ciutat és d'esperar que els seus productes, i de l'abundància dels seus subproductes (com poden ser les parts menys nobles o menuts), influïssin en alguns aspectes de la cuina madrilenya popular. Alguns dels plats neixen de l'època de carestia del període de postguerra, aprofitant en alguns casos els productes menys desitjats o de baix cost. Un d'aquests plats són els populars productes de la freixura dels xais sacrificats en l'escorxador diàriament, i eren les gallinejas que es preparen fregides i desprenen una característica olor: mescla d'oli/seu. Aquestes gallinejas, que són una combinació del budell i del mesenteri del xai, es fregien en locals i quioscos de carrer, generalment regentats per dones: les denominades gallinejeras.
Per regla general l'escorxador repartia el material de despulla entre dones desemparades, vídues sense recursos econòmics, que hi havia pels carrers de Madrid a començament del segle xx. El repartiment era igualitari entre elles i es repartia en el que es denominaven «sorts». Altres despulles com els budells de boví han donat lloc a plats de gran tradició madrilenya des de mitjan segle xx com són els callos a la madrilenya, de clar origen asturià a causa de la presència d'immigrants en diferents zones de Madrid. Aquest proveïment, barat, popular va donar lloc a l'aparició de plats que a poc a poc es van integrar en la gastronomia madrilenya com a propis.

### En les arts
En formar part del patrimoni industrial del sud de Madrid, l'arquitectura neomudèjar i la distribució d'espais ha donat lloc a ser un espai dedicat a la inspiració d'artistes plàstics. En alguns casos va servir com a escenari per al rodatge de pel·lícules espanyoles, com són:
- El director Pedro Almodóvar dedica una de les seves escenes de la pel·lícula Matador (realitzada el 1986) que roda en l'espai entre naus de degollament del Matadero de Legazpi,[45] el que es coneix des de final del segle xx com a Plaza Matadero.
- El director Fernando Trueba roda el 2001, emprant les instal·lacions de l'escorxador per a rodar unes escenes de El embrujo de Shanghai. S'evoca l'ambient asiàtic amb l'arquitectura neomudèjar de les naus de degollament.[46]